# After the Wedding
After the Wedding är en amerikansk dramafilm från 2019 skriven och regisserad av Bart Freundlich. Det är en nyinspelning av Susanne Biers film Efter bröllopet från 2006. Rollerna spelas av Julianne Moore, Michelle Williams, Billy Crudup och Abby Quinn. 
Filmen hade världspremiär på Sundance Film Festival den 24 januari 2019 och släpptes i USA den 9 augusti 2019 av Sony Pictures Classics.

## Handling
Isabel (Williams) är medgrundare till ett barnhem i Sydindien. Hon reser till New York för att träffa Theresa (Moore), som håller på att sälja sitt företag och söker en värdig välgörenhet att skänka pengar till. Isabel är frustrerad över att behöva resa halvvägs över jordklotet, men går med på mötet som sker dagen före Theresas dotter Graces (Quinn) bröllop. 
Vid bröllopet upptäcker Isabel att Theresas make är hennes tidigare älskare Oscar. Under Theresas tal upptäcker Isabel att Grace i själva verket är hennes biologiska dotter som hon fick tillsammans med Oscar, och som skulle ha lämnats för adoption. Isabel får veta att efter att hon skiljt sig från Oscar, adopterade han Grace själv, innan han träffade och gifte sig med Theresa flera år senare.
Trots att Theresa förnekar att hon kände till Isabels identitet i förväg, pressar hon Isabel till att lära känna Grace och återta kontakten med Oscar. Theresa hittar hela tiden på nya ursäkter för att förlänga Isabels vistelse. Hon gör även klart att hennes (ständigt växande) donation är beroende av att Isabel stannar kvar i New York.
Så småningom visar det sig att Theresa är döende, en sak som hon hållit hemlig från hela familjen. Målet med hennes ansträngningar att hålla kvar Isabel har varit att installera henne som en ny modersfigur för både Grace och Theresas egna åttaåriga tvillingpojkar.
Vid filmens slut är alla hemligheter ute och en överenskommelse nås innan Theresas bortgång. Isabel återvänder kort till sitt barnhem, och bjuder in pojken som hon räddat och uppfostrat från barndomen att följa med henne till New York.

## Roller
- Julianne Moore – Theresa Young, Oscars fru och mor till Grace, en miljonär och välgörare som Isabel måste träffa
- Michelle Williams – Isabel Anderson
- Billy Crudup – Oscar Carlson, Theresas make och far till Grace
- Abby Quinn – Grace Carlson, Theresa och Oscars dotter
- Will Chase – Frank

## Premiär
Filmen hade sin världspremiär på Sundance Film Festival den 24 januari 2019.  Strax därefter förvärvade Sony Pictures Classics distributionsrättigheterna till filmen och satte premiärdatum till den 9 augusti 2019. Filmen hade svensk premiär den 29 november 2019.